# Johann Heinrich Bernhard Lübkert
Johann Heinrich Bernhard Lübkert (* 6. Dezember 1798 in Reinfeld; † 21. Februar 1858 in Hamburg-Bergstedt) war ein deutscher evangelischer Theologe.

## Leben
Der im Holsteinischen Reinfeld am 6. Dezember 1798 geborene Johann Heinrich Bernhard Lübkert studierte Theologie an der Universität Kiel. 1819 wechselte er zur Universität Jena; sein theologisches Amtsexamen bestand er. Im Jahr 1825 ernannte ihn die Universität Tübingen zum Doktor der Philosophie. Kurz darauf wählte man ihn zum Diakon in Glückstadt, später wurde er als solcher nach Kopenhagen versetzt, wo er Mitglied des Examenkollegiums der Theologie wurde. Dem Kollegium gehörte er bis 1834 an und im Folgejahr kehrte er nach Glückstadt zurück, um dort Schloss- und Garnisonsprediger zu werden. Ein weiteres Jahr später, 1836, setzte man ihn als Prediger eines Zuchthauses ein; diese Stellung bekleidete er bis zum Jahr 1839. Nicht viel später wurde er Konsistorialrat und an der Universität Kopenhagen promovierte er im Jahr 1840 zum Doktor der Theologie. Als Pfarrer nach Hamburg-Bergstedt berief man Lübkert im Jahre 1854, doch vier Jahre später, am 21. Februar 1858, verstarb er dort bereits im Alter von 59 Jahren.

## Werke
- Versuch einer kirchlichen Statistik Holsteins (1837)
- Lehrbuch für den Religionsunterricht (1838)
- Chronik der Strafanstalten in Glückstadt (1839)
- De haeresi Priscillianistarum ex fontibus denuno collatis
- Die Theologie der apostolischen Väter (1854)